# Тарабрін Степан Якович
Степан Якович Тарабрін (1893 — ?) — радянський військовий діяч, відповідальний секретар Шепетівського та Житомирського окружних комітетів КП(б)У. Член ВУЦВК.

## Життєпис
Член РСДРП(б) з 1917 року.
З 1918 року служив у Червоній армії, учасник громадянської війни в Росії.
У березні 1923 — 1924 року — відповідальний секретар Шепетівського окружного комітету КП(б)У Волинської губернії. 
У лютому — квітні 1925 року — завідувач організаційного відділу Волинського губернського комітету КП(б)У.
У квітні — вересні 1925 року — відповідальний секретар Житомирського окружного комітету КП(б)У Волинської губернії.
Потім перебував на військовій службі. 
На 1929—1930 роки — на політичній роботі в Особливій Далекосхідній Червонопрапорній армії.
На 1933—1934 роки — військовий комісар Ульяновської Червонопрапорної школи Середньоволзького краю. 
До квітня 1938 року — начальник політичного відділу Науково-дослідного інституту зв’язку РСЧА в Москві.
18 квітня 1938 року заарештований органами НКВС. Звільнений із ув’язнення 16 вересня 1939 року.
Подальша доля невідома.

## Звання
- бригадний комісар (10.05.1936)

## Ордени
- орден Червоного Прапора (22.02.1930)